# Upplands runinskrifter 164
Runinskrift U 164 är en av de tio Jarlabankestenarna som står i Täby kyrkby, Täby socken och Täby kommun i sydöstra Uppland. Häradet är Danderyds skeppslag.
De är alla resta i 1000-talets mitt av en man med namnet Jarlabanke, förmodligen på hans eget initiativ för att markera sin inflytelserika position inom den dåtida makt- och ägostrukturen.

## Brostenar

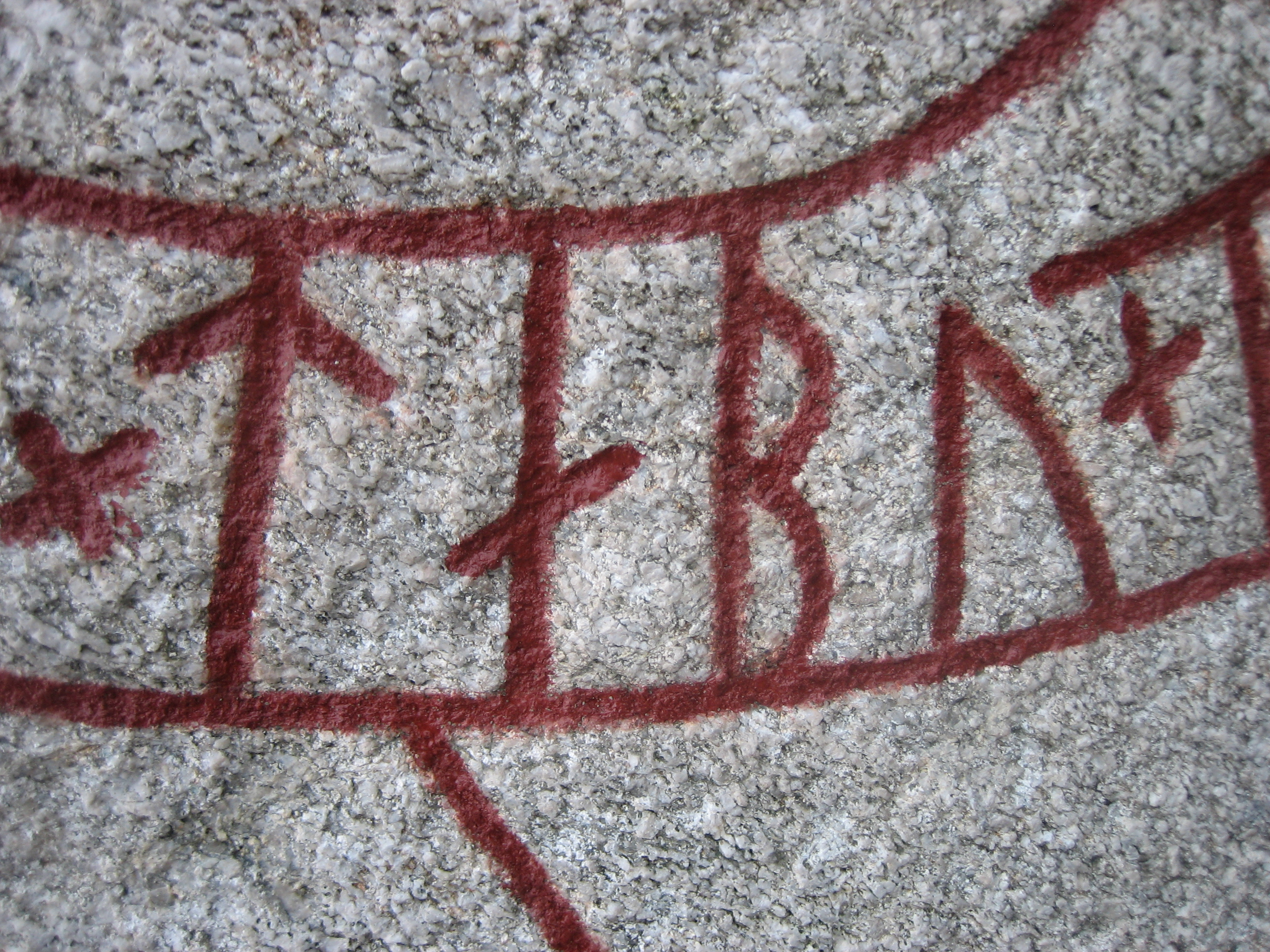
Detalj, Tabu skrivet med runor vilket blir Täby.

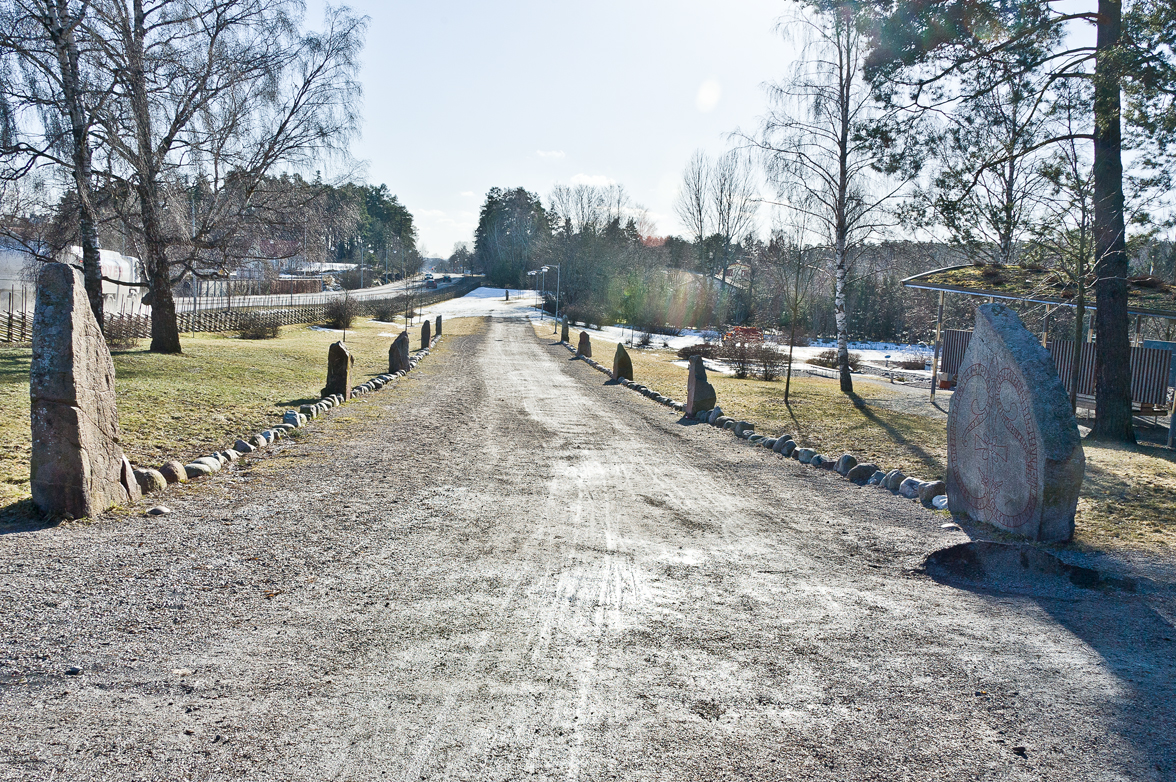
Täby tä med U 164 närmast till höger.

U 164 är en av de två Jarlabankestenar som ännu står kvar på sina ursprungliga platser vid "Täby tä" med betydelsen Täby gata över Jarlabankes bro. Ursprungligen stod här fyra runstenar. Vägbanken är ungefär 150 meter lång och 6.5 meter bred och ligger parallellt med den nuvarande Vikingavägen och cirka en kilometer norr om Täby kyrka.
Bredden på en sådan "bro" skulle enligt den medeltida landskapslagen vara minst sex meter. Utmed vägbanken stod dessutom på var elfte meter bautastenar och mellan dessa kantades hela brobygget av mindre stenar. Brobanken var ännu intakt på 1600-talet bortsett från de två runstenar som hade flyttats till kyrkorna i Fresta och Danderyd. En tredjedel av vägbanken är nu (2007) restaurerad med bautastenar och utlagda kantstenar som från runstenarna löper likt ett pärlband utmed hela vägrenen.
Den andra stenen är U 165, som bildar ett parmonument med U 164 vid ena änden av Jarlabankes bro, U 165 är där placerad på den östra sidan och U 164 på den västra. Ursprungligen fanns här alltså fyra runstenar, två vid broanläggningens vardera ände. Samtliga har ungefär samma text: "Jarlabanke lät resa dessa stenar efter sig medan han levde. Han gjorde denna bro för sin själ. Han ägde ensam hela Täby".

## Inskriften på U 164
Translitterering av runraden:
× iarlabaki × lit × raisa × stain × þisa × at sik × kuikuan ×× auk bru × þisa × karþi × fur ont × sina × auk ain ati × alan × tabu × kuþ hialbi ont hans
Normalisering till runsvenska:
Iarlabanki let ræisa stæina þessa at sik kvikvan, ok bro þessa gærði fyr and sina, ok æinn atti allan Tæby. Guð hialpi and hans.
Översättning till nusvenska:
Jarlabanke lät resa dessa stenar efter sig, medan han ännu levde, och han gjorde denna bro för sin själ, och ensam ägde han hela Täby. Gud hjälpe hans själ.

## Stenen U 164
Stenen har en toppig form och materialet är ljusgrå granit. Ornamentiken visar upp två ormar vars runda runslinga liknar ett delat äpple, medan kärnhuset i dess inre mitt bildar det kristna korset. Övre korsarmen är liksom den nedre kopplad med ett hjärtformat lås. Motivet går i Urnesstil, vilket daterar ristningen till vikingatidens mitt och runmästaren är sannolikt Fot.